# Istmo de Los Médanos
El istmo de Los Médanos conecta la península de Paraguaná con el resto del Estado Falcón en Venezuela.
El istmo tiene un promedio de 6 km de ancho y 27 km de largo.

## Clima

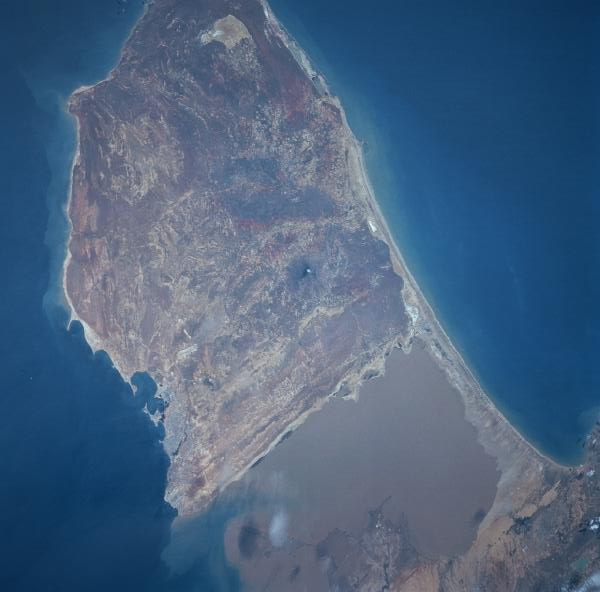
Península de Paraguaná.

El istmo de Los Médanos tiene un clima árido predominante durante la mayor parte del año, pero están presentes una serie de factores que influyen directamente sobre los suelos tales como la precipitación anual media la cual es de 446 mm, una evaporación de 3222 mm, también se encuentra asociada una temporada lluviosa que se desarrolla entre los meses de septiembre a enero de igual forma la temperatura media varía entre los 27,8 y los 38,9 °C, con esta también está ligada la insolación de nuestros campos que llega a ser de 3000 horas anuales y para finalizar, la velocidad media del viento que influye sobre la península es de 2,3 m/s; con una dirección que proviene del este hacia el oeste.

## Médanos de Coro
Las características climatológicas predominantes en la costa occidental venezolana de condición semiárida, con incidencia todo el año de los vientos alisios y una corriente marina sentido este-oeste provoca el arrastre de cantidades importantes de sedimentos, y que combinado a la composición morfológica de la Costa, permite que se depositen y formen las dunas en el istmo que comunica la península de Paraguaná con el continente, formando los médanos de Coro que terminan dándole el nombre a esta formación geográfica.